# Олейников, Александр Анатольевич
Алекса́ндр Анато́льевич Оле́йников (род. 21 октября 1965 года, Москва) — российский режиссёр, сценарист, продюсер, телеведущий и журналист.

## Биография

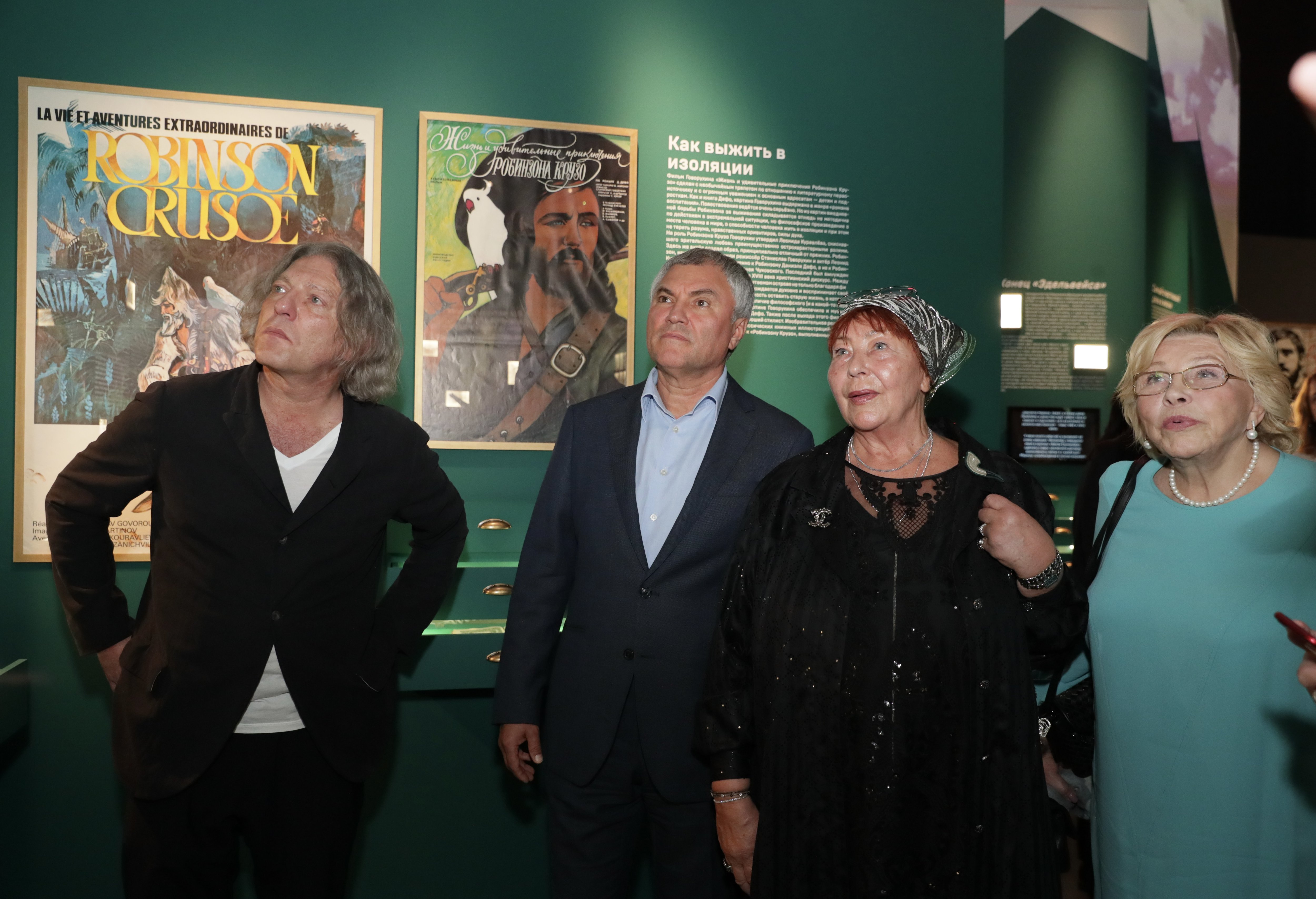
Александр Олейников, Вячеслав Володин, вдова режиссёра Станислава Говорухина Галина Говорухина и Елена Драпеко на открытии выставки «Вертикаль», 2021 год

Учился в 21-й спецшколе. В детстве занимался шахматами (получил первый юношеский разряд) и хоккеем, интересовался историей и литературой. В школе вместе с ним параллельно учились Михаил Прохоров, Георгий Боос, Михаил Хлебородов, Сергей Архипов. С 1983 по 1985 год служил в армии, в ОСНАЗе (войсках особого назначения, радиоразведке). Затем проходил обучение на заочном отделении в институте культуры, но не окончил.
На телевидении работает с 1985 года. Работал администратором в областной редакции, затем ассистентом режиссёра и режиссёром в Московской редакции ЦТ Гостелерадио СССР, на телеканале МТК. Некоторое время работал на немецком телевидении, где был режиссёром концертов Дитера Болена, а также в телекомпании ВИD, куда его позвали Андрей Разбаш и Владислав Листьев.
В 1993 году становится секретарём Союза кинематографистов. В том же году приходит на недавно образованный телеканал ТВ-6. В разные годы вёл на канале телепередачи «Моё кино», «Моя звезда» (поочерёдно с Виктором Мережко), «Моя история», «Ваша музыка».
В 1994 году в Тунисе снял фильм о Ясире Арафате для последующего показа по ТВ-6; в том же году становится заместителем директора телеканала «ТВ-6 Москва». С 1995 по 1997 год был генеральным продюсером телеканала ТВ-6.
В 1997 году стал первым заместителем Генерального директора Дирекции «ТВ-6 Москва» ЗАО «Московская независимая вещательная корпорация» (МНВК).
С 1997 по 2000 год был директором по связям с общественностью Московского международного кинофестиваля, ведущий пресс-конференций на нём.
С 1998 по 1999 год — директор Дирекции планирования и выпуска программ в ЗАО «МНВК», далее, с 1999 по 2001 год — заместитель Генерального директора.
С 2001 года — член Академии российского телевидения.
26 апреля 2001 года, после перехода экс-журналистов НТВ на шестой телеканал, Александр Олейников покинул ТВ-6. Последним проектом Олейникова на этом телеканале стала вышедшая в апреле 2001 года его развлекательная программа «Ох уж эти дети!», с сентября 2001 года перешедшая вместе с ним на канал НТВ. Последним его подписанным распоряжением на должности замгендиректора ТВ-6 стал приказ о постановке в эфир канала информационно-аналитической программы «Итоги» с Евгением Киселёвым.
С мая по октябрь 2001 года работал генеральным продюсером ОАО «Телекомпания НТВ», принимал участие в запуске ряда телепередач сезона 2001—2002 годов. С мая 2001 по март 2002 года также был программным директором телеканала НТВ. Пришёл на НТВ по приглашению Альфреда Коха. Ушёл с телеканала в марте 2002 года; увольнение Олейникова с занимаемых постов было связано с низкими рейтингами и многочисленными эфирными неудачами запущенных под его началом телепередач.
В 2002 году перешёл на канал «Россия», где стал руководителем нескольких телепроектов («Доброе утро, Россия!», «Вести+»). Позднее работал свободным продюсером, выпускавшим художественные фильмы и телесериалы для разных каналов.
С марта 2006 по ноябрь 2012 года — генеральный продюсер телеканала ТВЦ.
Со 2 сентября по 15 ноября 2013 года — соведущий третьего сезона шоу «Вечерний Ургант» на «Первом канале».

## Личная жизнь
.Первая жена — Медведева Ирина Борисовна, 1969 года рождения, москвичка.
- Сын — Максим, от первого брака (08.05.1988)
- Старшая дочь — Дарья, вне брака (05.02.1992) Внук - Фёдор (февраль 2023).

Гражданская жена (с 1993 по 2010 год) — Дарья Дроздовская, актриса, телеведущая, редактор
- Сын — Александр, актёр (26.05.1993)
- Младшая дочь — Дарья (17.02.1998). Внук — Матео (январь 2023)[43].

## Телевидение
- Программа X (1991—1994, Первая программа ЦТ, 1-й канал Останкино), ведущий[44]
- Моё кино (1994—1998, ТВ-6), ведущий[45][46]
- Мои новости (1994—1995, ТВ-6), ведущий
- Моя звезда (1994—1996, ТВ-6), ведущий
- Скандалы недели (1995—2001, ТВ-6), продюсер
- Моя история (1995, ТВ-6), ведущий
- Суперхоккей (1995—1998, ТВ-6), автор идеи проекта
- Такси ТВ-6 (1998, ТВ-6), продюсер и автор идеи[47][48][49]
- День за днём (1998—2001, ТВ-6), соавтор[50]
- Ваша музыка (1999—2000, ТВ-6), ведущий
- Наши любимые животные (1999—2002, ТВ-6, с сентября 2001 — НТВ), автор идеи проекта[51][52]
- Ох, уж эти дети! (2001—2002, ТВ-6[21][53], с сентября 2001 — НТВ), автор, ведущий[54]
- Ледовая коррида Валерия Харламова (2002, НТВ), автор идеи и ведущий[55]
- Доброе утро, Россия! (2002—2005, Россия), руководитель
- Вести+ (2002—2003, Россия), руководитель[56]
- Возвращение домой[36][57] (2003—2004, Первый канал), автор идеи[58], продюсер
- Алексей Смирнов: Две славы солдата и актёра (2004, Первый канал), автор и продюсер
- Вечерний Ургант (2 сентября — 15 ноября 2013, Первый канал), соведущий[59]
- Как в кино (2017, НТВ), продюсер

## Фильмография

### Продюсер
1. 2004 — Граф Крестовский
2. 2005 — Кино, которое было
3. 2006 — Роман с сериалом
4. 2007 — Любовь-морковь
5. 2008 — Любовь-морковь 2
6. 2010 — Военная разведка. Западный фронт
7. 2010 — Лиговка
8. 2012 — Военная разведка. Первый удар
9. 2013 — Невидимки
10. 2017 — Приключения чокнутого профессора
11. 2017 — Доярка и лопух
12. 2018 — Моя любимая свекровь-2
13. 2018 — Моя любимая свекровь-3. Московские каникулы
14. 2019 — Призраки Замоскворечья
15. 2020 — Детектив на миллион

### Сценарист
1. 2004 — Граф Крестовский
2. 2007 — Любовь-морковь
3. 2008 — Любовь-морковь 2
4. 2009 — Стая
5. 2017 — Чисто московские убийства
6. 2019 — Стажёры
7. 2019 — Чисто московские убийства-2
8. 2021 — Кукловод
9. 2022 — Художник